# محمد بن اسحاق بن ابراهیم
محمد بن اسحاق بن ابراهیم که از بازماندگان خاندان طاهری در بغداد بود به فاصله سال‌های ۸۲۲–۸۵۰ میلادی در بغداد می‌زیست و از سوی خلفای عباسی هم چون متوکل، منتصر و معتز اموری چون کنترل شهرهای یمامه، بحرین، مصر و راه‌های مکه را بر عهده داشت. بعد از مدتی ریاست ایالت فارس را نیز به وی سپردن در آن زمان محمد بن ابراهیم بن مصعب والی فارس بود که از این انتصاب به تنگ آمده بود. در نهایت نزاع کوچکی میان این دو رخ داد که سرانجام محمد بن مصعب دستگیر و از کار خویش برکنار شد. اندکی بعد محمد بن اسحاق، پسر وی را به والی گری فارس منصوب می‌کند و دستور به قتل محمد بن ابراهیم می‌دهد. در سال ۸۵۰ میلادی اسحاق پدر محمد می‌میرد و محمد از سال ۸۵۰ علاوه بر اموریی که قبلاً به وی سپرده شده بود ریاست شرطههای بغداد را نیز عهده‌دار می‌شود. محمد در سال ۸۵۱ پس از دوران کوتاه مدت ریاست می‌مرد و ادارهٔ امور به محمد بن عبدالله واگذار می‌شود.